# Evangelisches Pfarrerblatt
Das Evangelische Pfarrerblatt (EvPf) war eine von 1959 bis 1972 erschienene Monatszeitschrift in der DDR, die sich mit Christen und Kirche in der DDR auseinandersetzte. Insgesamt erschienen vierzehn Jahrgänge. Die Auflage lag um 2000 Exemplare. Die Zeitschrift wurde vom Bund Evangelischer Pfarrer in der DDR (e. V.) herausgegeben und als deren Organ betrachtet. Die Zeitschrift wandte sich aber nicht nur an Mitglieder des Bundes, sondern an alle evangelischen Amtsträger der DDR. Das fand auch darin Ausdruck, dass sich der Mitarbeiterkreis nicht auf die Mitglieder des Pfarrerbundes beschränkte.

## Vorgeschichte
In der DDR waren in den 1950er Jahren zwei evangelische (Monats-)Zeitschriften begründet worden, die außerhalb der kirchlichen Publizistik erschienen und als „staatsnah“ angesehen wurden: 1955 Glaube und Gewissen (im VEB Verlag Max Niemeyer Halle, in dem in früheren Zeiten auch theologische Schriften herausgegeben wurden), vier Jahre später das Evangelische Pfarrerblatt (im Eigenverlag) als Organ des Bundes Evangelischer Pfarrer in der DDR.
Während sich die erstgenannte Zeitschrift mehr an Gemeindeglieder richtete und daher eine Melange eher erbaulicher Betrachtungen sowie Erzählungen und auf aktuelle politische und kirchenpolitische Fragen bezogener Aufsätze bot, setzte das Evangelische Pfarrerblatt auf theologische Debatten und geistig-politische Auseinandersetzungen. Das Evangelische Pfarrerblatt fand daher – ganz im Gegensatz zu Glaube und Gewissen – in allerdings quantitativ begrenztem Rahmen durchaus Resonanz in Theologie und Kirche.
Da sich beide Zeitschriften, unabhängig von der charakterisierten Differenzierung, dafür eingesetzt hatten, dass die evangelischen Kirchen in der DDR ihren Platz in der realen sozialistischen Gesellschaft finden und einnehmen sollten, war nach Bildung des Bundes der Evangelischen Kirchen in der DDR (1969) und nach der offiziellen Akzeptanz des Bundes (1971) beiden Zeitschriften letztlich der Boden entzogen. Nachfolgezeitschrift war ab 1973 der Standpunkt.

## Mitarbeiter
U. a.: Walter Bredendiek, Erich Evers, Hans Giesecke, Hans-Hinrich Jenssen, Günther Kehnscherper, Karl Kleinschmidt, Carl Ordnung, Herbert Trebs, Gert Wendelborn, Günter Wirth.